# Cityscape (Album, 1982)
Cityscape ist ein Album des deutsch-amerikanischen Komponisten, Arrangeurs und Dirigenten Claus Ogerman und des amerikanischen Saxophonisten Michael Brecker. Es wurde 1982 bei Warner Bros. Records veröffentlicht. Der Titel ist von dem englischen Wort „Landscape“ (Landschaft) abgeleitet und bedeutet so viel wie „Stadtlandschaft“, womit an sich ein Genre der Malerei bezeichnet wird.

## Artwork
Auf dem Albumcover wird eine Lithografie des in der Ukraine geborenen Künstlers Louis Lozowick (1892–1973) mit dem Titel New York (1923) genutzt. Lozowick lebte seit 1906 in den USA.

## Titelliste
- Claus Ogerman / Michael Brecker: Cityscape (Warner Bros. Records – 1-23698)[1]

A-Seite
1. Cityscape – 8:46
2. Habanera – 8:07
3. Nightwings – 7:45

B-Seite
1. In the Presence and Absence of Each Other (Part 1) – 8:56
2. In the Presence and Absence of Each Other (Part 2) – 6:48
3. In the Presence and Absence of Each Other (Part 3)  – 6:35

- Alle Kompositionen stammen von Claus Ogermann.

## Mitwirkende
- Claus Ogerman – Dirigent
- Michael Brecker – Tenorsaxophon
- Warren Bernhardt – Keyboards
- Steve Gadd – Schlagzeug
- Eddie Gomez – Bass (in Nightwings und Cityscape)
- Marcus Miller – Bass (in In the Presence and Absence of Each Other (Part 1, 2 und 3) und Habanera)
- John Tropea – Gitarre (in Habanera)
- Buzz Feiten – Gitarre (in In the Presence and Absence of Each Other (Part 1)
- Paulinho da Costa – Perkussion (in In the Presence and Absence of Each Other (Part 1) und Habanera)

## Rezeption
Allmusic zeichnete das Album mit 4 Sternen aus. James Manheim schreibt in seiner Rezension: „Diese Zusammenarbeit mit dem verstorbenen Jazz-Saxophonisten Michael Brecker von 1982 ist eines seiner erfolgreichsten Werke, nicht zuletzt, weil sich die erweiterten Harmonien des Jazz mit der Chromatik überschneiden. Die spätromantische Polyphonie, in der Ogerman ausgebildet wurde, bewirkt, dass Brecker sich wohl fühlt – seine Improvisationen scheinen auf natürliche Weise aus dem Hintergrund zu wachsen, und die Schnittstellen zwischen Jazzband und Streichorchester klingen hier entspannter als bei nahezu jedem anderen Crossover-Projekt von Jazz und klassischer Musik“.
Die Komposition In the Presence and Absence of Each Other (Part 1, 2 und 3) wurde bei den Grammy Awards 1982 für den Grammy Award als beste Instrumentalkomposition nominiert.